# Sunčana Glavak
Sunčana Glavak, née le 9 décembre 1968 à Čakovec, est une femme politique croate.
Elle est députée européenne depuis décembre 2019.

## Biographie
Sunčana Glavak termine ses études primaires et secondaires à Čakovec. Elle y est active dans le handball et reçoit de nombreux prix lors de concours de théâtre.
Elle est diplômée de la faculté des sciences humaines et sociales de Zagreb, OOUR en sciences pédagogiques en 1992 (enseignante en salle de classe) et de la faculté de sciences politiques de Zagreb, où elle a obtenu sa maîtrise en journalisme.

### Travail journalistique
Au cours de ses études de journalisme, Sunčana Glavak commence sa carrière de journaliste. Elle travaille comme conférencière, présentatrice et rédactrice à la radio croate Čakovec et donne à de nombreuses émissions de radio le timbre de l'auteur. Pour son travail journalistique pendant la Guerre de Croatie, elle reçut la médaille Homeland War Memorial.
Elle poursuit sa carrière à la Hrvatska Radiotelevizija avec l’ouverture du troisième programme. Elle travaille dans les bureaux de correspondance de Čakovec et de Varaždin en tant que rédactrice quotidienne dans les rédactions d'actualités, d'économie, de sport et de mosaïque, et journaliste / collaboratrice au département des sports de la radio croate, à la suite des matches de la Première ligue croate de football. Partant à la télévision de Varaždin, elle travaille en tant que rédactrice en chef du programme de divertissement, en tant que présentatrice de programmes sportifs et en tant que journaliste / journaliste. Elle est l'auteur de plus de 200 émissions sur l'ethno-patrimoine intitulées « In Your Heart I Carry », qui sont alors les émissions les plus regardées à la télévision sur VTV, et sur la série de documentaires V.I.P.
Sunčana Glavak est pendant vingt ans commentatrice officielle des matches de handball de la ligue de handball masculin et dirige tous les grands événements culturels, sportifs et économiques du comté de Varaždin de 1995 à 2004.

### Travail de relations publiques
En 2004, elle commence à travailler au ministère de la Culture en tant que porte-parole du ministère et crée et dirige le département des relations publiques.
Aux élections législatives croates de 2007, elle est élue au Parlement de Croatie sur la liste du HDZ. Elle met un terme à son mandat parlementaire et est nommée vice-première ministre du gouvernement de la République de Croatie. Elle est nommée Commissaire à l'information du gouvernement de la République de Croatie.
En 2007, elle devient porte-parole du HDZ jusqu'en juillet 2012. Elle participe en tant que membre du siège du HDZ aux élections législatives de 2011, est à la tête de l'équipe des médias et une porte-parole de la campagne de Andrija Hebrang pour l'élection présidentielle croate de 2009-2010.
Lors de l'élection présidentielle croate de 2014, elle est membre de l'équipe de campagne de la présidente de la République de Croatie, Kolinda Grabar-Kitarović.
De 2016 à 2018, elle est porte-parole du gouvernement de la République de Croatie.